# Lubor Chundela
Lubor Chundela (23. října 1930, Praha) je český ergonom a vysokoškolský pedagog.

## Životopis
Narodil se 23. října 1930 v Praze. V roce 1950 maturoval na Klasickém gymnáziu ve Štěpánské ulici. Zahájil studium na Fakultě strojní Českého vysokého učení technického (FS ČVUT) v Praze, po roce byl jako syn kulaka poslán k pomocnému technickému praporu, kde přes dva roky fáral v Karviné na dole ČSA. FS ČVUT dokončil roku 1959.
Od roku 1958 byl asistentem na mateřské fakulty, konkrétně na katedře řízení a ekonomiky. Od roku 1963 zde zaváděl výuku Ergonomie. Po roce 1967 vybudoval při katedře unikátní ergonomickou laboratoř. V roce 1967 spoluzaložil ergonomickou sekci Československé vědecko-technické společnosti. V letech 1970–1975 byl vedoucím technického odboru ve Výzkumném ústavu bezpečnosti práce v Praze. Roku 1974 získal po předložení práce z ergonomie titul CSc. (kandidát ekonomických věd). Habilitační práci předložil na téma „Koncepce a metodika výuky ergonomie“, docentem byl jmenován v roce 1982. Chundela je autorem prvního českého systému vysokoškolské výuky ergonomie sestávajícího z přednášek a cvičení ve specializované laboratoři, doplněného sérií učebních textů.
Od 1. dubna 1977 byl zástupcem vedoucího katedry a v letech 1986 až 1991 vedoucím katedry. V roce 1987 obhájil doktorskou práci na téma „Ergatičnost strojů a zařízení“ a byl jmenován doktorem technických věd. V roce 1989 byl jmenován profesorem pro obor ekonomika a řízení strojírenství. V roce 1990 založil Československou ergonomickou společnost (po roce 1993 česká) a jejím předsedou byl do roku 1995. Od roku 1994, už jako senior, pokračoval v práci na ústavu na částečný úvazek. Krátce vyučoval ergonomii také na pražské Vysoké škole uměleckoprůmyslové a byl zde členem první habilitační komise pro ergonomii. Byl také předsedou oborové rady oboru Řízení a ekonomie podniku a dlouholetým předsedou či místopředsedou komisí pro státní závěrečné zkoušky a obhajoby doktorských prací. V letech 2015–2019 v rámci České ergonomické společnosti spolupracoval na osnovách kurzu a certifikace „Profesní specializace ergonom“.
Je autorem více než 50 skript, 90 článků, více než 50 výzkumných zpráv, je autorem či spoluautorem 4 publikací, především z oblasti ergonomie a bezpečnosti práce.

## Výběr z učebních textů ergonomie
- CHUNDELA, Lubor. Ergonomie. 3. vyd. V Praze: České vysoké učení technické, 2013. 173 s. ISBN 978-80-01-05173-3.
- CHUNDELA, Lubor. Strojírenská ergonomie: příklady. Vyd. 2. V Praze: Nakladatelství ČVUT, 2007. 119 s. ISBN 978-80-01-03801-7.
- CHUNDELA, Lubor. Ergonomie: cvičení. Vyd. 2. Praha: Nakladatelství ČVUT, 1994, 177 s. ISBN 80-01-01149-6

## Ocenění
Vyznamenán Hasovou medailí FS ČVUT, stříbrnou Felbrovou medailí ČVUT, medailí ČVUT 1. stupně, pamětní medailí Albína Bráfa[Celé jméno??].[zdroj?]
V roce 2017 získal mimořádné ocenění za celoživotní vědecký a pedagogický přínos oboru ergonomie udělené Českou ergonomickou společností.